# Tipula artifex
Tipula artifex är en tvåvingeart som beskrevs av Alexander 1948. Tipula artifex ingår i släktet Tipula och familjen storharkrankar. Inga underarter finns listade i Catalogue of Life.